# Leptocera elgonensis
Leptocera elgonensis är en tvåvingeart som beskrevs av Richards 1938. Leptocera elgonensis ingår i släktet Leptocera och familjen hoppflugor.
Artens utbredningsområde är Kenya. Inga underarter finns listade i Catalogue of Life.